# Maldives
Cette page contient des caractères et des mots thâna comme ހ ou ފ. En cas de problème, consultez l’article Thâna ou testez votre navigateur.
République des Maldives
(dv) ދިވެހިރާއްޖޭގެ ޖުމްހޫރިއްޔާ 
(dv) Dhivehi Raa'jeyge Jumhooriyya 
Les Maldives, en forme longue la république des Maldives (en maldivien : ދިވެހިރާއްޖޭގެ ޖުމްހޫރިއްޔާ, Dhivehi Raa'jeyge Jumhooriyya), sont un pays d'Asie du Sud composé de 1 199 îles, dont 202 habitées, situé au sud-ouest du sous-continent indien. Une distance de 608 km sépare Malé, la capitale, de Thiruvananthapuram en Inde. La superficie des terres émergées est de 298 km2 sur les 21 372,72 km2 de superficie totale du pays, lagons inclus.
Les îles sont regroupées en vingt-six atolls et trois îles isolées réparties en vingt subdivisions appelées elles aussi « atoll » et portant chacune le nom d'une lettre thâna. Il constitue de fait le plus petit État insulaire d'Asie et, également, le plus petit État du plus grand continent du monde.
Très touristique, le pays fait cependant l'objet de critiques régulières concernant la situation des droits de l'homme et des libertés religieuses [réf. souhaitée]. L'islam est religion d'État.

## Géographie

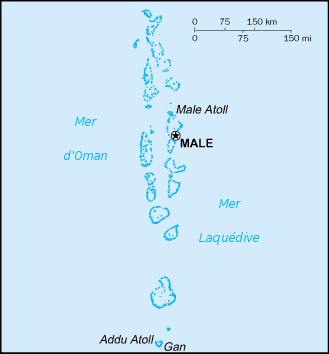
Géographie des Maldives.

### Localisation
Les Maldives sont un État insulaire de la mer des Laquedives situé à 612 kilomètres (jusqu'à Malé) au sud-ouest de l'État du Kerala, en Inde, et à 755 kilomètres à l'ouest-sud-ouest du Sri Lanka. Le pays, constitué de vingt-six atolls et trois îles isolées divisés en vingt régions administratives, soit 1 199 îles au total (dont à peine plus de 200 habitées en permanence), s'étire du nord au sud entre le Lakshadweep et le territoire britannique de l'océan Indien (archipel des Chagos). Les atolls occidentaux ont leur côte ouest baignant la mer d'Arabie tandis que la mer des Laquedives entoure en totalité les atolls orientaux.
Cette myriade d'îles et d'îlots est disséminée sur une superficie extrêmement vaste (presque 90 000 km2) s'étendant sur plus de 800 kilomètres dans le sens latitudinal et 130 kilomètres dans le sens longitudinal. Nombre de ces îles constituent des îles-hôtel. Pour éviter de trop grandes conséquences pour l'environnement et limiter la construction d'établissements trop modernes et élitaires (clubs, résidences, etc.), le gouvernement impose de très sévères taxes sur leur réalisation dans les îles non habitées en permanence.
La capitale et plus grande ville du pays est Malé, sur l'atoll Malé du Nord.

### Îles et atolls
Les Maldives sont constituées de 1 190 îles ou îlots, habités ou non. Toutes ces îles sauf trois sont situées dans des atolls. Le mot « atoll » lui-même vient du maldivien.

### Géologie, topographie et hydrographie

#### Origine géologique

Cette animation montre le processus dynamique de la formation d'un atoll de corail. Le corail (représenté en violet) colonise le pourtour d'une île et forme une frange (récif frangeant). Avec l'enfoncement du plancher (refroidissement de la croûte océanique), cette île est progressivement ennoyée et la ceinture de corail semble se détacher de l'île (récif barrière). À terme, l'île disparaît sous la surface océanique ne laissant qu'une ceinture corallienne entourant un lagon ouvert ou fermé (atoll). Le processus de formation d'un atoll peut durer 30 millions d'années.

Les îles des Maldives sont constituées d'atolls, c'est-à-dire d'anciennes îles volcaniques dont les roches ont « disparu » par érosion et par enfoncement sous le niveau des océans en raison du refroidissement très lent de la lithosphère océanique (subsidence thermique). Cet alignement d'anciennes îles volcaniques provient du magmatisme de point chaud de La Réunion, et traduit le déplacement de la plaque tectonique indienne vers le Nord. Après la disparition des roches volcaniques, seuls les récifs de corail qui continuent de pousser sur l'ancien pourtour de l'île subsistent.
De plus, la plupart des atolls des Maldives sont des faros, c'est-à-dire de petits atolls composant un plus grand atoll. Les Maldives sont l'unique exemple de faros dans le monde.

#### Réchauffement climatique et montée des eaux

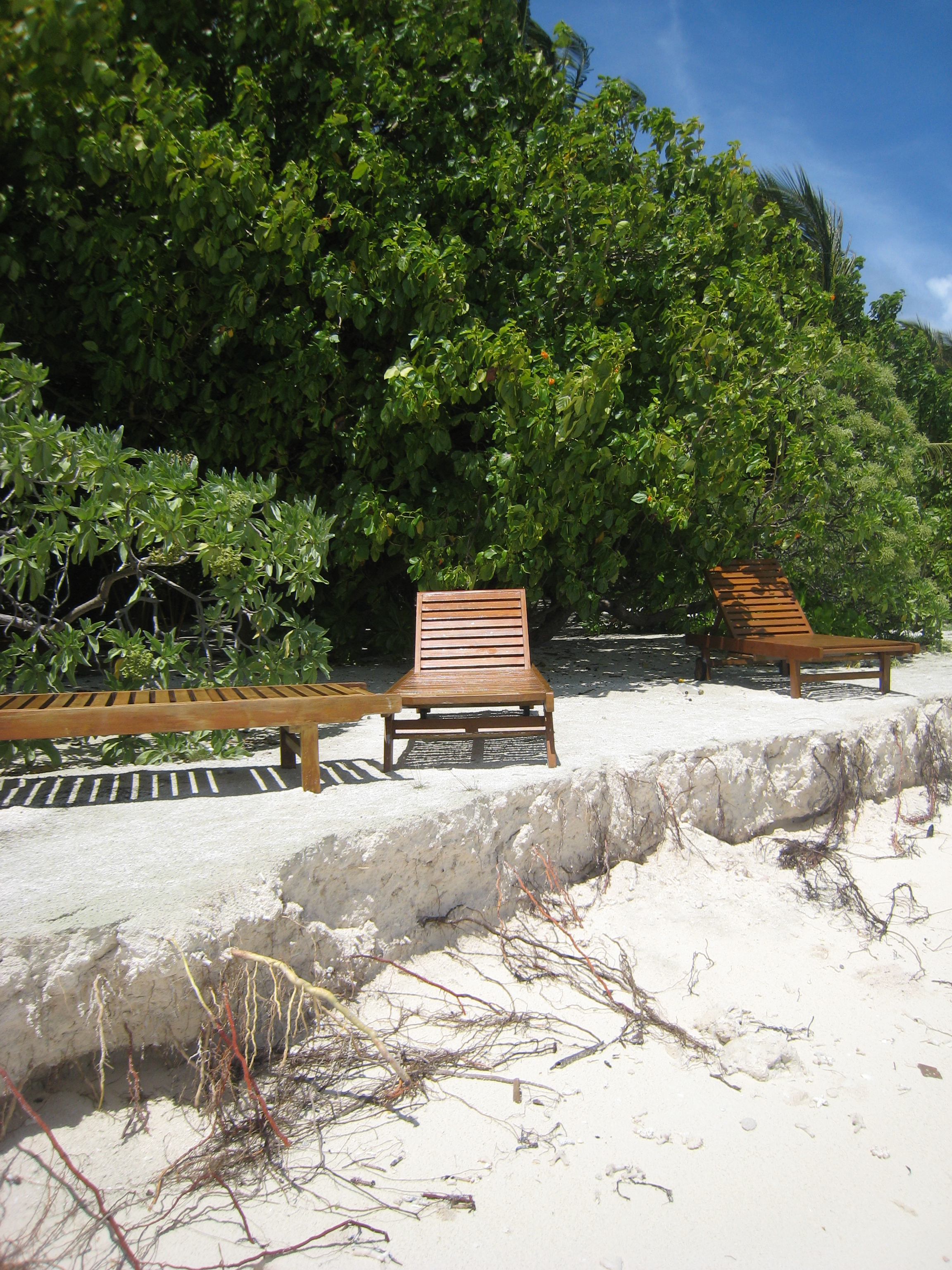
Érosion sur la plage de l'hôtel Medhufushi (Mafuri, Maldives).

À cause du changement climatique, les îles sont menacées de disparition. Le niveau des mers tend à s'élever et les îles Maldives disparaîtraient sous les eaux à la fin du XXIe siècle du fait de leur faible altitude : le point culminant naturel s'élève à 2,3 m, même si l'accumulation des déchets sur l'île-poubelle de Thilafushi en fait désormais la plus haute du pays.
Dès 1989, certaines prévisions annoncent que les Maldives pourraient avoir disparu en 1999, mais récemment[Quand ?] la date a été repoussée à 2100,,. Pour l'instant, l'élévation du niveau de la mer est limitée à 3 mm par an.
Le 17 octobre 2009, le président des Maldives, Mohamed Nasheed, a organisé de manière symbolique un conseil des ministres sous-marin à trois mètres sous l'eau, afin d'alerter l'opinion publique internationale sur le risque de disparition de son pays et des autres pays membres de l'Alliance of Small Island States (« Alliance des petits États insulaires ») aussi vulnérables à une future montée du niveau des océans.
Cependant, certaines études récentes suggèrent que les récifs de corail en bonne santé peuvent s'adapter à une montée des eaux, et que les îles pourraient suivre ce mouvement (moyennant d'éventuels changements de forme). Néanmoins, les récifs autour de Malé sont très loin d'être dans une santé suffisante (pollution, urbanisme hasardeux, surexploitation...), et l'érosion y est telle que l'île pourrait avoir disparu avant même que le niveau de l'eau ne monte de manière significative.

### Climat
Dans l'ensemble on peut définir le climat des Maldives comme chaud et humide. Les températures oscillent en moyenne entre 26 °C et 28 °C la nuit et entre 30 °C et 32 °C le jour. La proximité avec l'équateur et l'océan maintient une humidité comprise entre 70 % et 90 %. La température ressentie, aussi nommée indice humidex, dépasse donc souvent les 40 °C, la chaleur est toutefois tempérée par la présence constante de légères brises marines qui rendent donc extrêmement agréables les séjours touristiques. On peut en dire autant de l'eau de mer qui, à ses qualités de transparence et de couleurs, joint une température qui ne descend jamais en dessous de 27 °C et permet donc l'existence d'une florissante vie sous-marine. La température de l'eau, généralement supérieure à celle de l'océan qui entoure l'archipel (grâce au fort ensoleillement des eaux basses des lagons), favorise la présence d'une flore et d'une faune sous-marines aussi nombreuses que luxuriantes.

## Toponymie

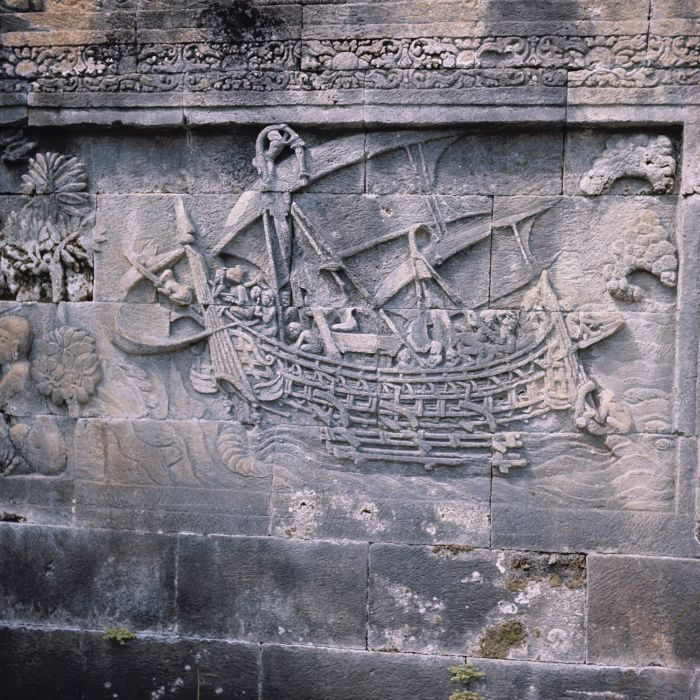
Bas-relief du temple de Borobudur (VIIIe siècle) dans le centre de Java en Indonésie, montrant un bateau à balancier typique de la technologie navale austronésienne.

L'origine du nom du territoire « Maldives » fait l'objet de controverses. Une des explications semble se référer précisément à la disposition géomorphologique de l'archipel ou au nombre extrêmement élevé d'îles qui le composent ; il viendrait du sanskrit malodheep (« guirlande ») ou mal dvipa (« mille îles »), dvipa (« île » en sanscrit).
Une autre explication aurait été donnée par le géographe et historien Ibn Battûta qui y fut Cadi (juge) et s'y maria avec plusieurs filles de vizirs. Celui-ci affirmait que l'archipel était désigné selon le nom de l'île accueillant la résidence officielle du sultan, al-Mahal signifiant « le palais ». Ainsi, en arabe, Dhibat al-Mahal (« île du Palais ») désignait selon lui l'ensemble des Maldives au sens large (Dhibat étant un emprunt arabe du terme dvipa). Au sens restreint, celle-ci indiquait seulement l'île de Malé, la capitale de l'État (le toponyme de la ville étant lui-même directement issu du terme Mahal).
Les atolls maldiviens sont souvent indiqués par deux noms, dont l'un correspond à la dénomination géographique traditionnelle, tandis que l'autre indique la circonscription administrative dans laquelle se trouve l'atoll.
Le nom des localités se compose fréquemment de termes qui indiquent des caractéristiques géographiques particulières : par exemple, finolhu désigne une île sur laquelle se trouvent peu de cocotiers, fushi une grande île située près du récif extérieur et thila une barrière corallienne située à peu de mètres sous la surface de la mer.

## Histoire

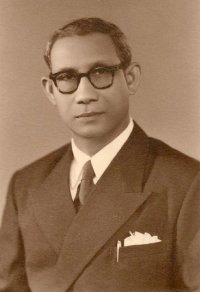
Ibrahim Muhammad Didi, le second président des Maldives du 2 septembre 1953 au 7 mars 1954. Son poste a ensuite été aboli et remplacé par le sultan des Maldives Muhammad Fareed Didi durant la période du Sultanat des Maldives (1954-1968).

L'histoire ancienne des Maldives est peu connue. Selon la légende maldivienne, un prince indien appelé Koimala (en) s'est échoué avec sa jeune épouse dans un lagon des Maldives et s'y est installé, devenant ainsi le premier sultan. On raconte aussi que des femmes venues du Sri Lanka s'y sont établies, d’où le nom de Mahiladipa signifiant îles des femmes, qui a donné le nom « Maldives ».
Les Maldives apparaissent dans la géographie du grec Claude Ptolémée au premier siècle de notre ère : il dénombre 1 378 îles.
Zheng He, dans son expédition de 1413-1415, visite la région.
Des simulations sur ordinateur de la navigation entre l'Indonésie et Madagascar permettent de comprendre les itinéraires possibles qui ont amené à la colonisation de Madagascar par des Austronésiens à partir du début de notre ère. Les Maldives, et dans une moindre mesure les Chagos voisines, étaient une escale probable sur la route de Madagascar, aussi bien depuis Sumatra que depuis le sud de l'Inde et Sri Lanka, où des marins et marchands javanais et malais se rendaient pour le commerce.
Au cours des siècles, les îles ont été visitées et leur développement a été influencé par les marins des pays de la mer d'Arabie et du littoral de l'océan Indien. Les pirates Mopla de la côte de Malabar - actuellement l'État du Kerala en Inde - en firent un théâtre de leurs actions. L'archipel est abordé pour la première fois par un Européen en 1506 : l'explorateur portugais Lourenço de Almeida. Au XVIe siècle, les Portugais s'emparent de l'archipel et le gouvernent pendant 15 années (1558-1573) avant d'être expulsés par le guerrier patriote et futur sultan, Muhammad Thakurufaanu Al Auzam (en).
Sultanat islamique indépendant durant la majeure partie de son histoire, de 1153 à 1968, les Maldives sont cependant un protectorat britannique de 1887 jusqu'au 26 juillet 1965. Entre 1953 et 1954, une première république est instaurée, avant que le sultanat ne soit rétabli.
Après l'indépendance en 1965, le sultanat perdure pendant encore trois années puis, le 11 novembre 1968, il est renversé et remplacé par une deuxième république. Le pays prend alors son nom actuel.

### Politique et administration

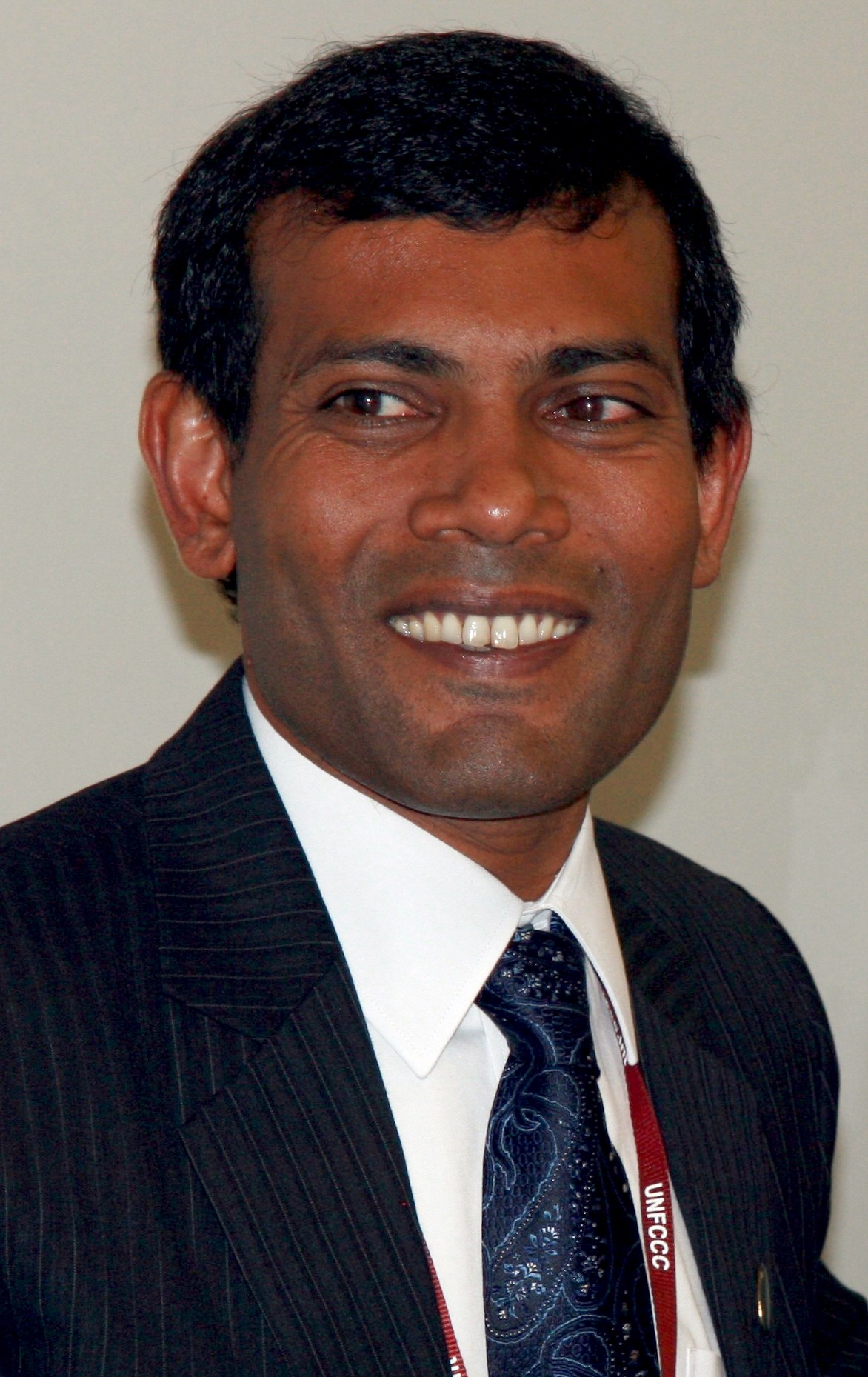
Mohamed Anni Nasheed, 4e président des Maldives de 2008 à 2012 (fin à la suite d'un coup d'État).
Entre 1990 et 2008, il a été incarcéré seize fois, puis de nouveau de 2015 à 2016.

En 1978, Maumoon Abdul Gayoom est élu président de la République.
En 1988, une tentative de coup d'État est commise par un groupe de Maldiviens qui obtiennent l'appui des tamouls sri-lankais de l'Organisation populaire de libération de l'Eelam Tamoul. L'intervention de 1 500 soldats indiens rétablit le gouvernement Gayoom.
La constitution de 1997 a fait des Maldives une république, où l’islam est religion d’État. Sa législation est basée sur la charia. L'ensemble de l'identité nationale de la république des Maldives est forgé autour de trois principes : 
- un seul peuple (les îles de cet archipel sont unies en 19 atolls administratifs),
- une langue commune (le Dhivehi: langue indo-aryenne proche du cinghalais),
- et une seule religion : l’islam sunnite, officiellement la religion de 100 % de la population[23].

Les Maldives sont une république présidentielle, dans laquelle le président, exerçant le pouvoir exécutif, est à la fois chef d'État, chef du gouvernement et commandant en chef des forces armées. Le pouvoir législatif est du ressort d'un Parlement monocaméral, ou Majlis (conseil des citoyens), dont la législature est de cinq ans. Le Majlis du peuple des Maldives compte 77 membres (depuis 2009).
En janvier 2005, le Majlis renouvelé voit une montée sans précédent de l’opposition. Précédemment, une partie de la population s’était en effet fortement opposée à la rigidité du régime du président Gayoom (au pouvoir depuis 1978). Le président Maumoon Abdul Gayoom avait durement réprimé, en 2003 et 2004, de violentes manifestations populaires.
Le 2 juin 2005, le Parlement a voté à l'unanimité en faveur de l'introduction historique du multipartisme.
Le 18 août 2007, le président organise un référendum portant sur le choix du système de gouvernement.
En août 2008, la constitution est modifiée en vue d'un premier scrutin présidentiel multipartite. Le 29 octobre 2008, 208 000 électeurs désignent l’opposant Mohamed Anni Nasheed comme président des Maldives avec 54,2 % des voix contre 45,7 % au président sortant Maumoon Abdul Gayoom. Les premières élections législatives libres se déroulent le 9 mai 2009.
En 2010, une réforme des collectivités locales crée 3 niveaux de conseils élus (villes, îles et atolls).
En février 2012, le président des Maldives Mohamed Nasheed, élu démocratiquement en 2008, est renversé par son vice-président, Mohammed Waheed Hassan. Ce coup d'État fait suite à des manifestations et des mutineries dans la police et l’armée qui ont contraint le président Nasheed à la démission.
Le 16 novembre 2013, et après plusieurs reports du scrutin, les élections présidentielles se sont tenues. Elles ont porté au pouvoir Abdulla Yameen, le demi-frère de l’ancien président Maumoon Abdul Gayoom. Il devient le 6e président des Maldives.
Le 13 octobre 2016, les Maldives annonçaient leur retrait du Commonwealth en raison des considérations de l'organisme sur la position du territoire vis-à-vis des droits de l'homme.
Le 2 février 2018, considérant les condamnations de plusieurs prisonniers, dont Mohamed Nasheed et Ahmed Adeeb Abdul Ghafoor, au motif d'être « politiquement motivées », la Cour suprême décide de casser les jugements. Le 5 février, Abdulla Yameen refuse d'appliquer la décision, malgré la demande de l'ONU et fait remarquer que, selon lui, la Cour suprême « n'est pas au-dessus des lois ». Il fait ensuite assiéger les bureaux de la Cour suprême, qu'il accuse de vouloir le destituer, suspend le Parlement, au sein duquel il vient de perdre la majorité après une autre décision de la Cour suprême ordonnant la réintégration des députés récemment passés dans l'opposition, limoge le chef de la police, fait arrêter l'ancien président Maumoon Abdul Gayoom, qui avait rejoint l'opposition en 2017, et décrète l'état d'urgence. Dans la soirée, il fait également arrêter deux juges de la Cour suprême, dont son président Abdulla Saeed, et Ali Hameed. Il justifie cela par une « conspiration » et un « coup d'État ». Nasheed appelle alors l'Inde et les États-Unis à intervenir. Finalement, les trois juges de la Cour suprême restés en liberté décident d'annuler la décision. L'ONU dénonce alors une « attaque contre la démocratie ».
Le 29 juin 2018, Mohamed Nasheed renonce à se présenter à l'élection présidentielle maldivienne de 2018 après le refus de la commission électorale de valider sa candidature. Ibrahim Mohamed Solih est choisi à sa place. Durant la campagne, les médias n'ont pas couvert la campagne électorale d'Ibrahim Mohamed Solih, de crainte de représailles. Le soir du scrutin du 23 septembre, les estimations des résultats le donnent largement vainqueur,. La commission électorale a ensuite confirmé ces résultats durant la nuit du 23 au 24 septembre. Abdulla Yameen reconnaît publiquement sa défaite le 24 septembre. 

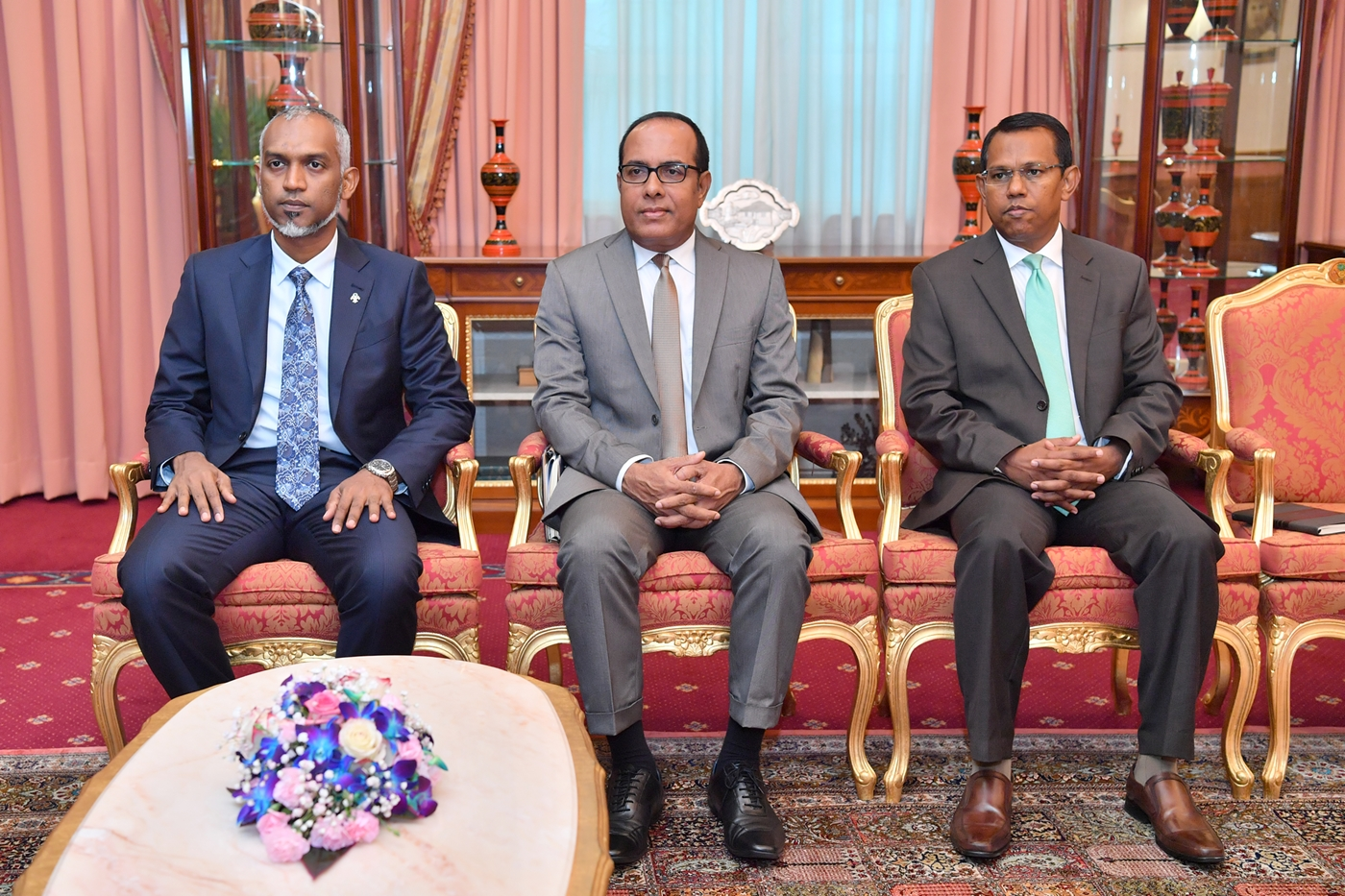
Mohamed Muissu, président des Maldives, septembre 2023

Le 30 septembre 2023, le maire de Malé, Mohamed Muizzu, remporte l'élection présidentielle avec 54 % des voix, sur la base d'un programme résolument tourné vers la Chine, au détriment de l'Inde.

## Droits de l'homme
Plusieurs ONG et les Nations unies demandent aux Maldives de retirer la peine de fouet pour les femmes ayant des relations sexuelles hors mariage. En septembre 2012, une jeune femme de 16 ans a été condamnée au fouet pour relations hors mariage, et son compagnon a écopé de dix ans de prison. En février 2013, la justice a condamné une jeune fille de 15 ans à 100 coups de fouet et 8 mois d'arrêts domiciliaires pour avoir eu des relations hors mariage. La condamnation était basée sur les aveux de la jeune fille peu après avoir été violée par son beau-père. En août 2013, la décision a été annulée par la Haute Cour des Maldives, alors que la peine n'avait pas été purgée (les coups de fouet devaient être administrés aux 18 ans de la jeune fille).
Par ailleurs, les Maldives sont régulièrement critiquées pour leur faible liberté religieuse. Blogueurs et manifestants sont régulièrement arrêtés.
Le 27 avril 2014, le gouvernement des Maldives annonce que le pays met fin à soixante ans de moratoire sur la peine capitale. Les mineurs coupables de meurtre pourront être condamnés à mort, en contradiction avec la Convention des Nations unies relative aux droits de l'enfant. L'âge de la responsabilité criminelle aux Maldives est fixé à 10 ans de manière générale et à 7 ans pour certains crimes comme le viol, la fornication, la consommation d'alcool et l'apostasie.
Les Maldives sont aussi critiquées pour leur gestion des immigrants bangladais venus y travailler. Leurs passeports sont confisqués dès leur arrivée à l'aéroport par les entreprises qui les emploient, bien qu'ils soient en situation régulière. Endettés auprès d'agences de l'emploi, leur train de vie est parfois comparé à de l'esclavage. Le département d'État des États-Unis place ainsi les Maldives sur sa liste noire en matière de traite humaine, aux côtés notamment de l'Afghanistan.
En octobre 2019, l'ONG Réseau des Maldives pour la démocratie est fermée.

## Population et société

### Démographie

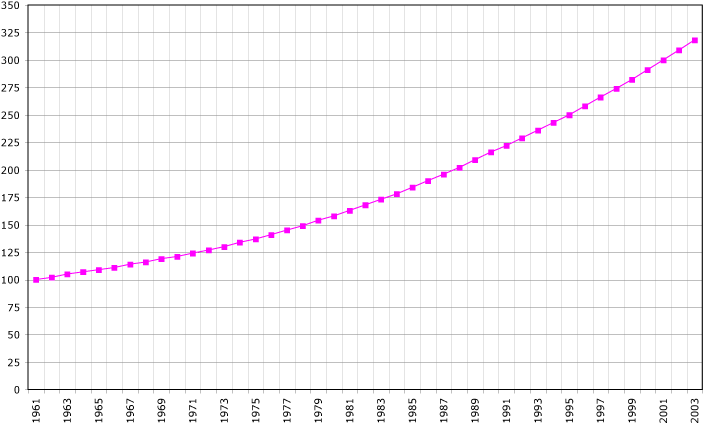
Évolution de la démographie entre 1961 et 2003 (chiffre de la FAO, 2005). Population en milliers d'habitants.

La capitale Malé, où vivent plus de 177 000 personnes (en 2018), est surpeuplée,. L'intégralité de la surface de l'île est recouverte de bâtiments. Pour remédier à ce problème, le gouvernement a créé une île artificielle en pompant du sable au fond de la mer. Sur cette île prévue pour accueillir 100 000 habitants, les bâtiments sont en cours de construction. Elle a été élevée 2 mètres au-dessus de la mer pour pallier une éventuelle montée des eaux.
Les habitants des Maldives ne vivent habituellement pas sur les îles destinées au tourisme, qui sont entièrement occupées par de luxueux villages de vacances ; ils sont concentrés dans la capitale ou dans certaines îles des atolls.

### Économie
Avant la période du tourisme de masse (qui amène annuellement un million de visiteurs environ), les seules ressources de l'archipel lui provenaient presque uniquement de la mer, surtout de la pêche : une abondance de poissons, favorisée par des eaux relativement chaudes, peu profondes et bien oxygénées par les courants, a été pendant des siècles exploitée au maximum par les habitants, qui ont axé leur économie et leur mode de vie sur la pêche. Aujourd'hui encore, un cinquième de la main-d'œuvre de l'archipel travaille dans le secteur de la pêche, et celle-ci fournit un sixième du produit national brut. Les eaux poissonneuses de l'océan regorgent de thons et de maquereaux. Des variétés particulières sont le voilier et le dénommé « poisson des Maldives », une sorte de thon qui, séché et fumé, est principalement exporté au Sri Lanka.

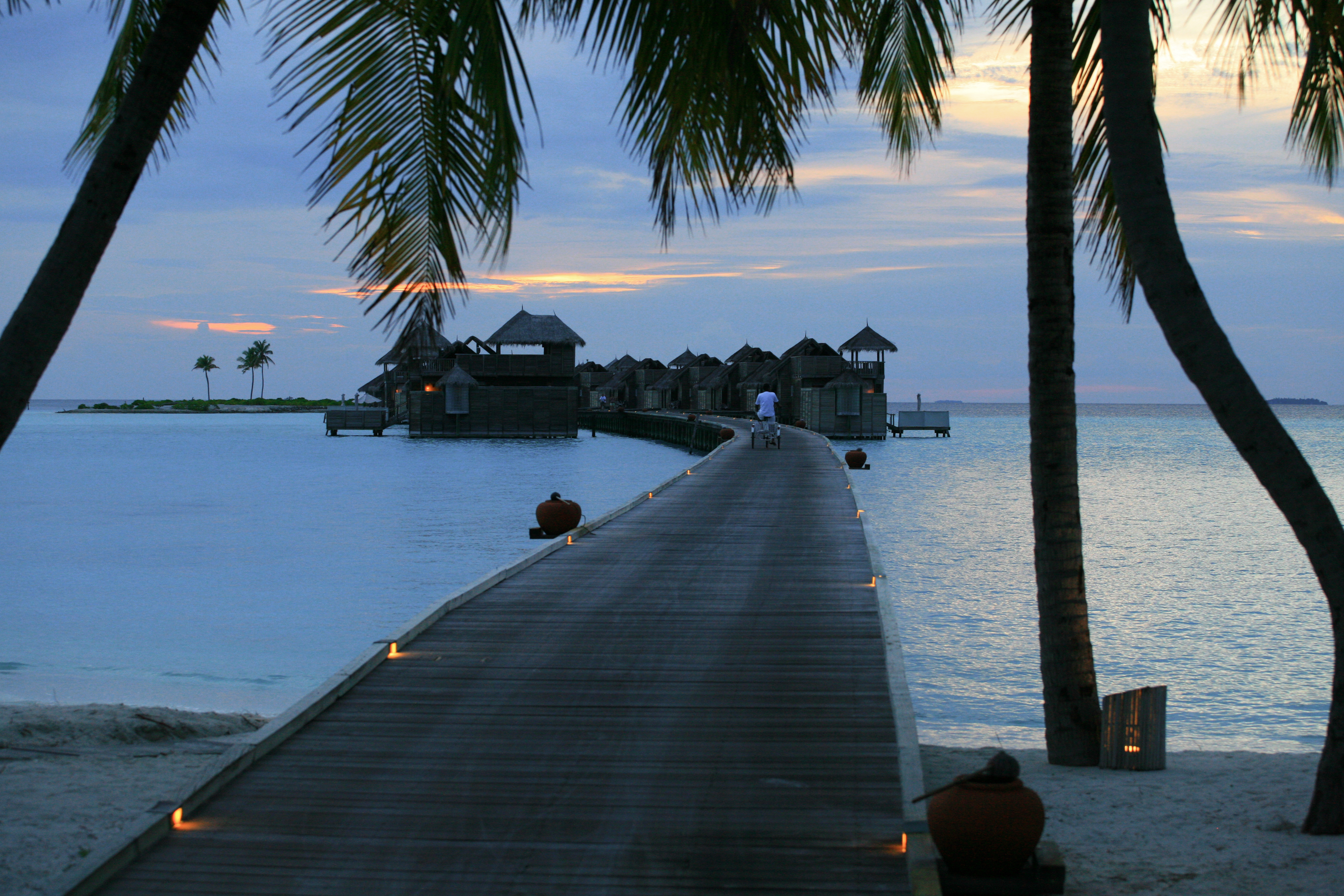
Soneva Gilly

Au moins jusqu'au XVIe siècle, l'océan entourant les Maldives a fourni une autre ressource primordiale du point de vue économique, à savoir les splendides coquillages de l'espèce Cypraea moneta qui pendant des siècles, comme leur nom l'indique, ont constitué la principale monnaie d'échange le long des côtes asiatiques et africaines de l'océan Indien : depuis longtemps la monnaie officielle est devenue la roupie, mais les coquillages qui ont fait connaître les Maldives comme les anciennes « îles de l'argent » sont encore pêchés par les indigènes qui en font des colliers ou des souvenirs.
La douceur du climat, la beauté des paysages, des lagons, des fonds sous-marins qui possèdent une flore et une faune incomparables ont permis le développement important du tourisme depuis les années 1980. De grands hôtels réservés aux étrangers ont été bâtis sur des îles, dont ils sont souvent la seule construction, et dont sont éloignés les habitants du pays. Le gouvernement n'autorise la construction des hôtels que sur les îles désertes (il y en a environ un millier). Il faut souligner que la découverte et la mise en valeur des trésors naturels des Maldives a été dans une large mesure le fait des Italiens. Aujourd'hui encore, les touristes italiens représentent un cinquième du tourisme, précédés seulement par les Allemands qui en constituent presque un quart. Quoi qu'il en soit, les touristes européens sont de loin les plus nombreux. Outre un milieu naturel d'une exceptionnelle beauté et des établissements d'un niveau remarquable, ils peuvent compter sur un riche calendrier de manifestations culturelles et folkloriques, pour la plupart issues de la tradition islamique ou de croyances tribales de type animiste[réf. nécessaire].
Pour ce qui est des activités économiques, on remarquera que dans le secteur secondaire les industries de type moderne ont parfois remplacé d'anciens artisanats traditionnels, par exemple dans le domaine de la construction d'embarcations de plaisance en fibre de verre et dans celui de la conservation du poisson. Mais de nombreuses formes de travail artisanal subsistent, comme la production de cordages, d'objets et d'ustensiles en bois et en métal, de barques de pêche en bois de cocotier et même la construction des maisons, réalisées en bois de palmier sur des fondations de blocs de calcaire extraits à la hache des récifs coralliens. Au cours des siècles, certaines îles de l'archipel se sont spécialisées dans plusieurs sortes d'activités artisanales. Dans l'atoll de Gaafu Dhaalu, l'île de Gadhdhoo par exemple est renommée pour sa production de « kunaa », de splendides nattes ornées de motifs géométriques abstraits et élégamment teintes de couleurs naturelles claires, utilisées en ameublement mais aussi lors des prières. La meilleure production de laques est l'apanage de Thuladhoo, dans l'atoll de Baa. Plusieurs sortes de bois y sont utilisées pour réaliser des vases, des boîtes et des bois de différentes formes et dimensions, ensuite peints de plusieurs couches de laques de couleur. Une fois sèche, la laque est gravée de manière à faire apparaître les différentes couches de couleurs, donnant lieu à des motifs ornementaux et floraux. Ces objets sont très beaux et hauts en couleur. L'attol Nilandhe du Sud est en revanche célèbre pour sa fabrication de bijoux : les orfèvres travaillent sur l'île de Ribudhoo et les argentiers sur l'île d'Hulhudeli[réf. nécessaire].

### Tourisme

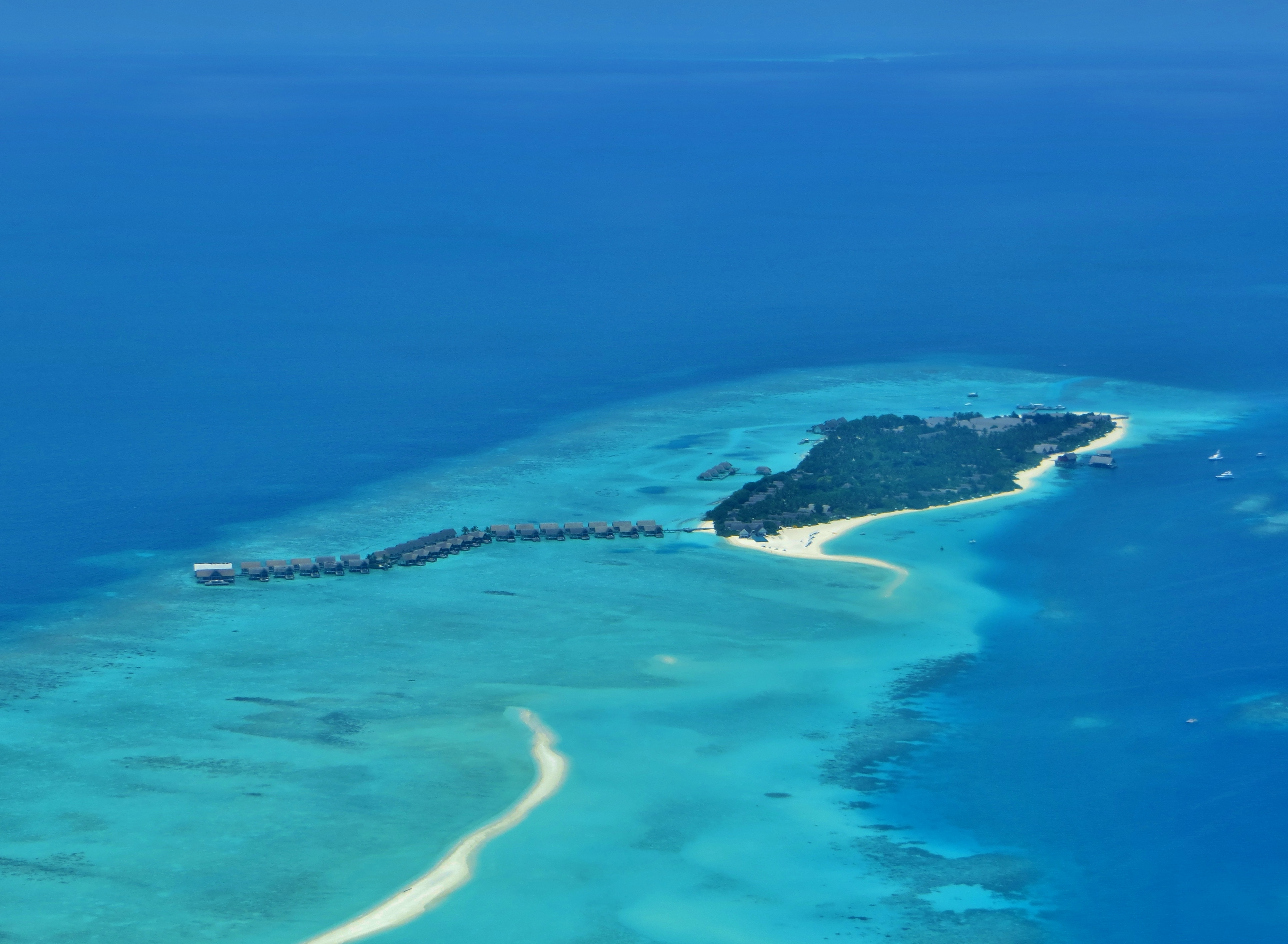
L'île-hôtel de Landaa Giraavaru (atoll de Baa).

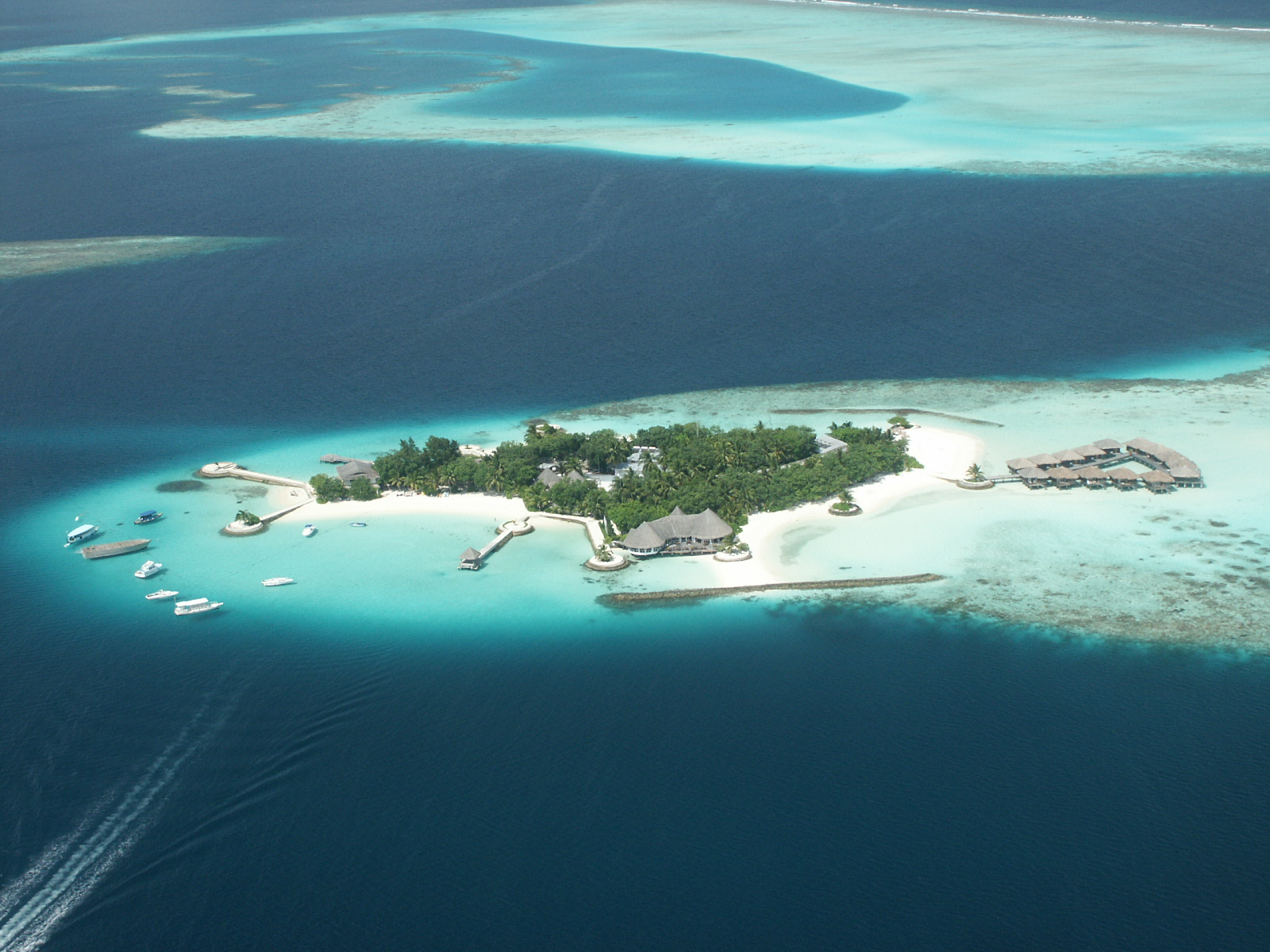
Île-hôtel de Bolifushi, sur l'atoll Kaafu.

Les années 1970 attirent les touristes avec l’attraction extraordinaire des fonds marins.
Aujourd'hui, 87 îles sont chacune un resort exclusif ou île-hôtel. Le tourisme constitue une des principales ressources financières des Maldives. C'est l’introduction de la technique de dessalement de l'eau de mer qui a été un élément essentiel de l’implantation des îles-hôtel. Environ un million de touristes débarquent chaque année dans les hôtels de luxe.
Malgré leur caractère insulaire exclusif, les Maldives n'ont presque jamais souffert d'un isolement excessif, car elles se trouvent sur les principales voies de communication entre l'Europe, l'Afrique et le Moyen-Orient d'un côté, le sous-continent indien, l'Extrême-Orient et l'Australie de l'autre.
La pression démographique et les nombreux aménagements réalisés ont dégradé l'environnement insulaire. S'y ajoute la montée du niveau des océans qui menace l'exploitation du tourisme à long terme, mais le nombre de touristes s'accroît d'année en année, soit en 1986 : 114 000 ; 1996 : 338 000 ; 1998 : 396 000 et 1999 : 430 000. Les touristes proviennent à 77 % d'Europe ; 19 % d'Asie ; 2 % d'Océanie ; 1,5 % d'Amérique et 0,5 % d'Afrique. Le pays, s'est organisé pour éviter au maximum tout contact entre les touristes apporteurs de devises et les habitants qui résident sur des îles inaccessibles aux premiers (sauf à Malé, la capitale).

### Sport
La richesse du monde sous-marin des atolls maldiviens constitue une attraction pour les plongeurs.

### Culture
La population est obligatoirement musulmane, la religion d'État est l'islam et la législation est basée sur la charia. Les autres croyances sont interdites aux citoyens et les étrangers ne doivent pas les exhiber en public. Il est interdit d'y introduire : 
- des objets d'autres religions quelle qu'en soit la nature (insignes, livres, statuettes, etc., y compris lorsqu'il s'agit de souvenirs, venant d'Inde ou de Ceylan, par exemple, qui sont souvent rapportés par les touristes lors d'un voyage groupé Ceylan-Maldives ou Inde méridionale-Maldives) ;
- de l'alcool, de la viande de porc, etc. ;
- des revues ou objets érotiques.

Comme le pays ne peut se passer de l'apport économique du tourisme (essentiellement occidental), ces objets, lorsqu'ils sont détectés au passage de la douane à l'aéroport international situé sur l'île d'Hulhulé près de l'île-capitale de Malé, sont mis en consigne à l'arrivée de leur propriétaire et lui sont restitués lorsqu'il repart.
Par ailleurs, la consommation d’alcool sur l’archipel n’est tolérée que sur les îles hôtels, à l’aéroport et sur les bateaux de croisière possédant une licence. Les boissons alcoolisées y sont souvent servies par des étrangers puisque les Maldiviens ne doivent avoir aucun contact avec l’alcool. La consommation est interdite dans tous les autres lieux, y compris dans les hôtels et dans les restaurants de Malé.
Jusqu'en 2009, une ségrégation extrême entre touristes et autochtones fut pratiquée et le seul endroit où le voyageur non musulman pouvait côtoyer la population (hormis le personnel des hôtels et moyens de transport) était la capitale, Malé. L'accès aux autres îles habitées y était fortement réglementé : seules les excursions organisées par un resort y étaient autorisées. De plus, ces îles ne possédaient pas d'infrastructures hôtelières, et sans autorisation, le logement chez l'habitant y était strictement interdit,.

#### Langues
La langue parlée, le divehi, issu du sanskrit, a été fortement influencée par l'arabe, mais aussi par des termes venant du singhalais (langue proche du divehi), du malayalam, de l'hindi, du français, du persan, du portugais et de l'anglais. La langue maldivienne et son vocabulaire sont donc aussi riches qu'expressifs. La langue écrite (thaana) fut introduite au XVIe siècle par Thakurifaan et comprend 24 lettres, graphiquement semblables à celles de l'alphabet arabe et persan mais somme toute plus simples. Son origine arabe transparaît également clairement dans le fait qu'elle se lit de droite à gauche.
L'anglais est la seconde langue aux Maldives. Employé notamment par les Maldiviens qui travaillent dans le tourisme, ou par les élites du pays, il est la seconde langue administrative avec le divehi. Souvent, les textes administratifs ne sont libellés qu'en anglais. Les billets de banque sont écrits en divehi sur une face et en anglais sur l'autre.

#### Religions
Jusqu'au XIIe siècle, la religion des îles était le bouddhisme, comme en témoignent plusieurs vestiges de temples et de pagodes, par exemple ceux de l'atoll Ari. C'est en 1153 que la population se convertit à l'islam au contact d'Abul Barakaat Yousuf Al Barbary, un de ces nombreux marchands musulmans qui parcouraient la route entre la corne de l'Afrique et l'Inde.
Mais de nos jours encore, les habitants craignent beaucoup les démons et les monstres qu'ils font exorciser par des « Raqy » au moyen de roqya légiférées.
Alors que les Maldives étaient traditionnellement un pays d'islam modéré, l'arrivée au pouvoir du président Abdulla Yameen soutenu par les islamistes en 2013, à la faveur d'une élection présidentielle au résultat contesté, change la donne. Influencé par des religieux wahhabites formés en Arabie saoudite et au Pakistan, le prosélytisme islamiste gagne du terrain, notamment dans les milieux carcéraux. De nombreux cheikhs occupent ainsi de plus en plus l'espace public (universités, télévision – leurs sermons étant retransmis une fois par mois sur les chaînes nationales –, etc.). Plusieurs ONG dénoncent une augmentation des mariages précoces dans les îles reculées ainsi que le refus grandissant de vacciner les enfants. Le docteur Mohamed Iyaz, un influent conseiller du gouvernement en jurisprudence coranique, fait d'ailleurs l'apologie de l'excision, en tant qu'« obligation religieuse ». En 2014, une centaine de Maldiviennes ont été fouettées en public pour « actes de fornication ». En 2015, on enregistre entre 50 et 200 départs de Maldiviens vers les territoires de l'État islamique. Si le gouvernement a officiellement condamné le djihad vers la Syrie, des activistes et des opposants critiquent son inaction sur le sujet, certains craignant même l'instauration d'un califat aux Maldives. Ces évolutions menacent le tourisme occidental sur l'archipel, qui en tire la moitié de ses revenus ; il faut toutefois noter que les touristes séjournent généralement dans des hôtels situés à l'écart de la population et des interdits religieux qui l'encadrent. Lors de sa campagne électorale de l'élection présidentielle maldivienne de 2018, qu'il perd finalement face à Ibrahim Mohamed Solih, le président sortant Abdulla Yameen déclare être le candidat de l'islam face aux « infidèles ».
La Constitution elle-même définit la république des Maldives comme une république, où la religion musulmane joue un rôle essentiel puisqu'elle est religion d'État, la seule qui soit autorisée dans l'archipel. Tout autre culte est formellement interdit aux Maldiviens, tandis qu'il est tout de même permis aux résidents étrangers de pratiquer leur religion s'ils le font à titre privé et n'encouragent pas les autochtones à y participer. Tout prosélytisme est sévèrement réprimé.
Sur le drapeau national figure clairement un croissant blanc sur champ vert bordé de rouge.
Il y a environ 3 000 chrétiens (0,6 % de la population), et il reste environ 1 000 bouddhistes, principalement au sud (environ 0,2 % de la population). Les hindous sont entre 20 et 30 individus[réf. nécessaire].
Selon l’Index mondial de persécution des chrétiens en 2022, les Maldives sont le seizième pays où les chrétiens, fort peu nombreux, sont le plus persécutés.
Il est interdit de faire entrer dans le pays des livres d'autres religions que l'islam, ainsi que des objets tels que croix, statuettes de Bouddha ou dieux hindous, images pieuses, alcool, viande de porc, etc. même pour son usage personnel. Lorsque ces objets sont dans les bagages de touristes venant passer quelques jours aux Maldives, ils sont confisqués à l'aéroport, mis en consigne et restitués au propriétaire lors de son départ définitif.

#### Folklore
Sous un aspect strictement folklorique, les danses populaires en costume sont accompagnées de musique traditionnelle exécutée avec des instruments à percussion, comme le bodu beru ou « grand tambour », l'instrument national des Maldives, le thaara, le bandiyaa jehun ou le kadhaa maali. L'ensemble de musiciens compte généralement quatre ou cinq percussionnistes qui accompagnent les danseurs de rythmes nettement influencés par les musiques africaines. Les mouvements des danseurs, tout d'abord lents et doux, deviennent de plus en plus frénétiques au fur et à mesure que le rythme de la musique augmente. Les bodu beru, dont les meilleurs sont produits dans l'atoll de Felidhoo, sont réalisés dans les troncs creux des cocotiers et recouverts de peau de pastenague, un poisson de la famille des raies[réf. nécessaire].

#### Littérature
- Littérature des Maldives

#### Cuisine et boissons traditionnelles
Les ingrédients de base de la gastronomie maldivienne sont le poisson et le riz. Les plats les plus substantiels, qui se composent de riz et de « roshi » (un pain sans levain), sont dits « long eat » et sont à base, entre autres, de thon ou de sardines frites et de « valo mas », du poisson fumé. Le « hedhikaa » est dit « short eat » et consiste, en revanche, en un assortiment d'amuse-gueule sucrés et salés, généralement servis au comptoir des bars.

Le jus de noix de coco encore verte, dit « kurumba », donne une boisson délicieuse et rafraîchissante, tandis que le « raa » est la lymphe du palmier, qui se boit à peine extraite[réf. nécessaire].

## Environnement

### Histoire scientifique

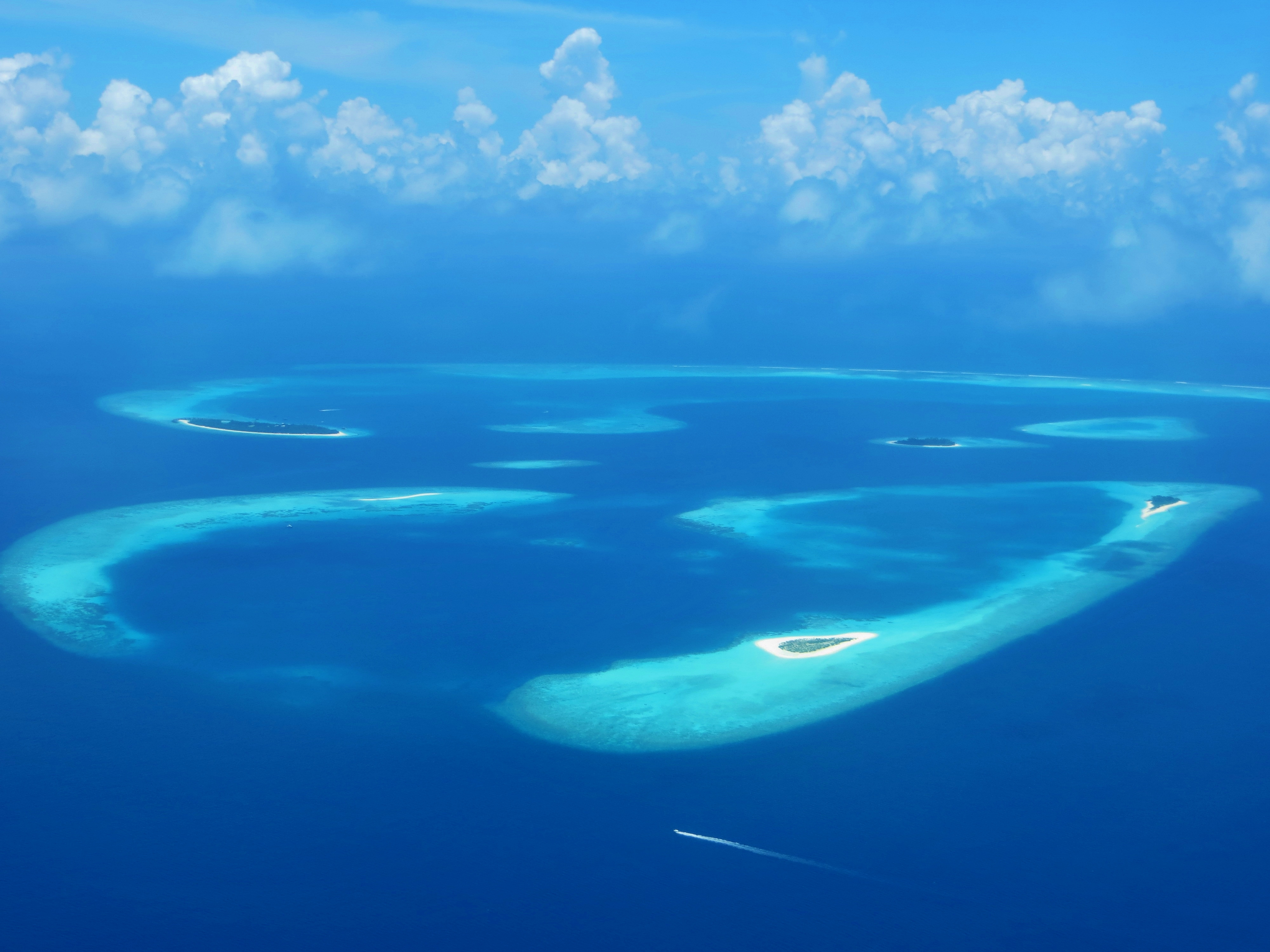
L'atoll de Baa. La géologie et les récifs de corail des Maldives constituent un exemple unique au monde.

Les Maldives constituent une région extrêmement originale à la fois sur le plan géologique et écologique, qui a rapidement intrigué les scientifiques européens, dès le XIXe siècle. Elles furent notamment visitées par JS Gardiner en 1899 (son étude pour l'université d'Oxford constitue toujours la référence majeure sur la biodiversité des Maldives), Symour Sewell et la John Murray Expedition en 1933, H. Hass et la Xarifa Expedition en 1957, ou encore D.R. Stoddart en 1964. Jacques-Yves Cousteau a également visité l'île plusieurs fois à bord de la Calypso.
De nos jours, des expéditions internationales continuent de s'intéresser aux spécificités de cette région, et l'année 2015 a par exemple vu passer deux expéditions scientifiques, l'une financée par l'organisation Caitlin Seaview et l'autre par l'UICN.
La capitale héberge par ailleurs la modeste Maldives National University et le Maldives Marine Research Center, et l'atoll Faadhippolhu abrite un laboratoire de recherches en biologie marine, le Korallion Lab Marine Researching Center.

### Flore
Le terrain des îles maldiviennes, en grande partie constitué de sable et de résidus marins, n'est pas particulièrement favorable au développement de beaucoup d'espèces de plantes. Toutefois, de nombreuses îles sont recouvertes d'une riche végétation de plantes tropicales, parfaitement adaptées à des sols pauvres et à des climats chauds.
Bien que les températures de l'air et de l'eau se maintiennent assez élevées toute l'année, les îles coralliennes qui composent l'archipel des Maldives ne présentent une végétation luxuriante qu'en certains endroits : la rareté du sol végétal et l'absence d'eau douce superficielle (lacs et fleuves) et souterraine (sources), jointe à la faible dimension des îles (dont la plupart mesurent moins d'un km²) et la nature même des bancs coralliens des îles, limitent fortement la croissance de plantes spectaculaires, si l'on fait exception des magnifiques cocotiers qui bordent les lagons, des mangroves et de quelques zones de forêt pluviale (qui produisent des bois précieux). Les surfaces cultivables ne sont elles non plus guère étendues, au point qu'elles ne parviennent pas à subvenir aux besoins alimentaires des habitants. Pour cette raison, et aussi pour satisfaire la forte demande de denrées liée aux activités touristiques, de grandes quantités de produits agricoles sont importées. Du point de vue des surfaces cultivables, l'île la plus fertile est Fuvammulah, dans la partie la plus au sud de l'archipel, dont les vastes plantations comptent des cultures de fruits tropicaux comme la mangue et l'ananas.
Le cocotier figure dans l'emblème national des Maldives et il est explicitement nommé « dhivehi ruh », c'est-à-dire le palmier des Maldives.[réf. nécessaire]

### Faune
On ne trouve pas sur les îles une grande variété d'animaux terrestres. Parmi ceux-ci, signalons les roussettes, des chauves-souris visibles au crépuscule et les lézards multicolores. Parmi les oiseaux migrateurs, les plus intéressants sont les échassiers, tandis que les non-migrateurs comprennent les corbeaux, les poules d'eau et les perroquets d'Afrique. Dans les eaux peu profondes on peut voir des hérons et des mouettes.[réf. nécessaire]

### Faune sous-marine

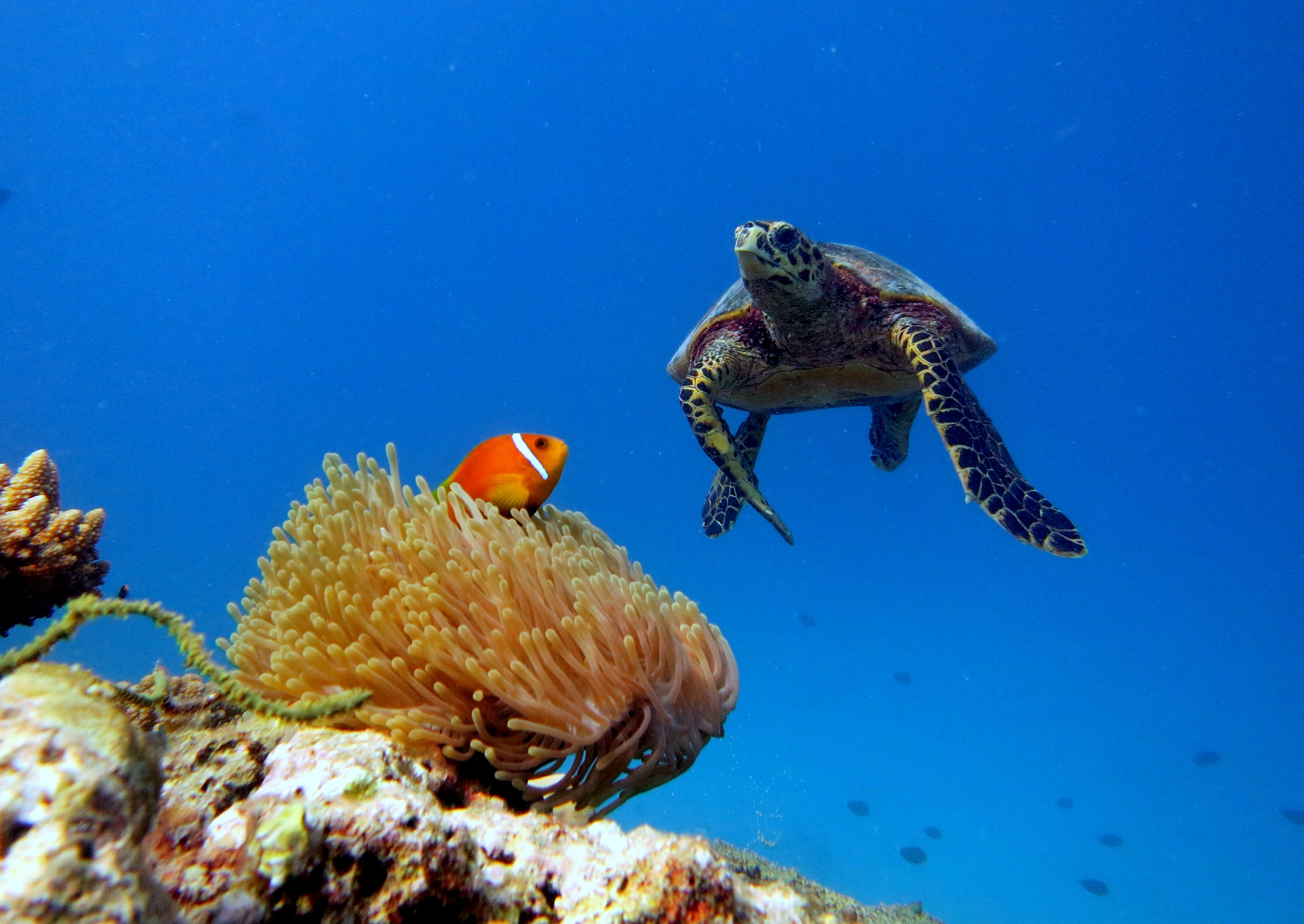
Un paysage sous-marin typique de l'atoll de Baa, avec une tortue imbriquée et un poisson-clown des Maldives dans son anémone.

La faune sous-marine des Maldives est très réputée, abritant notamment d'importantes populations de dauphins, de requins-baleines et de raies manta, qui font l'objet de suivis scientifiques de la part de certaines ONG comme le Manta Trust. Les récifs coralliens de la région sont célèbres pour leur richesse et leur diversité, ce qui en fait l'un des principaux moteurs du tourisme. L'atoll de Baa a ainsi été désigné « réserve de biosphère » par l'UNESCO en 2011.
Des études scientifiques suggèrent que les différents atolls des Maldives, même très proches, connaissent d'importantes variations en termes d'assemblages faunistiques, sans doute en raison du différentiel de pression de pêche.

### Gestion des déchets
Depuis 1992, à quelques kilomètres de Malé, l'île de Thilafushi, aujourd'hui davantage connue sous le nom de « Rubbish Island », est la plus grande « île-poubelle » du monde. Longue de 7 kilomètres sur 200 mètres de largeur, elle accueille chaque jour 330 tonnes supplémentaires de déchets acheminés depuis tout l'archipel par bateau, la plupart proviennent de Malé : le plus grand pôle touristique,. Selon les chiffres du gouvernement, chaque touriste produit 7,2 kg de déchets par jour, contre 2,8 kg par habitant à Malé. L’incinération des déchets se pratique également à ciel ouvert ce qui provoque plusieurs types de pollutions : 
- pollution visuelle (déformation du paysage) : accumulation des déchets au sol, absence de tri des déchets au préalable[68] ;
- pollution atmosphérique (influant sur la santé du personnel) : les fumées.

D'après les autorités[réf. nécessaire], elles vont cesser de brûler les déchets et un opérateur privé va commencer la construction d'un incinérateur.